# Kohl Verlag
Der Kohl Verlag ist ein deutscher Fachbuchverlag für Lehr- und Lernmittel sowie Unterrichtshilfen. Er hat seinen Sitz in Kerpen im Rheinland.

## Geschichte
Der Verlag wurde 1998 gegründet. Die Publikationen des Verlages richten sich an Lehrer, Erzieher und Eltern. Der Verlag hat etwa 1200 Titel von 150 Autoren im Programm. Die Arbeitsblätter werden im Unterricht eingesetzt und finden in der Freiarbeit oder beim Lernen an Stationen Verwendung. Dabei werden nahezu alle Fachbereiche und Altersstufen vom Frühen Lernen bis zur SEK II abgedeckt.
Der Kohl-Verlag nimmt regelmäßig an der deutschen Bildungsmesse DIDACTA (Hannover, Köln, Stuttgart), an der Interpädagogica (Österreich), an der Didacta Basel, an der Leipziger Buchmesse, an der Schulbuchmesse des Landesinstituts für Lehrerbildung und Schulentwicklung in Hamburg sowie an zahlreichen weiteren regionalen Seminaren und Schulbuchausstellungen teil. Der Verlag ist Mitglied im VdS Bildungsmedien e. V.

## Autoren (Auswahl)
Zu den Autoren zählen Jürgen Tille-Koch, Eckhard Berger, Gabriela Rosenwald, Friedel Schardt, Michael Junga, Reinhold Zinterhof, Friedhelm Heitmann, Nik und Tobias Vonderlehr, Hans-J. Schmidt, Melanie Mroz, Anneli Klipphahn u. v. a. m.